# 백석운수
백석운수(白石運輸)는 경기도 양주시의 마을버스 회사이다. 운행노선은 4번 한노선만 가지고있으며, 차량역시 1대이기 때문에 고장이 나면 결행한다. 본사는 경기도 양주시 남면 현석로 890, 2층 3호에 있다. 최근에는 신암운수와 현성교통의 계열사가 되어 차량이 고장나도 신암운수와 현성교통에서 차량을 지원해주어서 더 이상 결행운행을 하지 않게 되었다.
2020년 1월 23일 이후 운행이 중단되었고 2020년 2월 1일에 다시 운행을 재개하였으나, 곧바로 사흘뒤인 2020년 2월 5일 공식적으로 폐선되었다.

## 운행 노선
| 노선 번호 | 운행구간      | 운행구간 | 운행구간   | 경유지                                        | 배차 간격 (분) | 운행 횟수 | 비고                        |
| --------- | ------------- | -------- | ---------- | --------------------------------------------- | -------------- | --------- | --------------------------- |
| 4         | 백석 은봉초교 | ↔        | 조양중학교 | 백석중학교, 백석농협, 백석 세아아파트, 가래비 | 30~240         | 5.5       | 첫차 한정으로 가래비 미경유 |